# Exposición Internacional de Lille (1951)
La Exposición Especializada de Lille de 1951 fue regulada por la Oficina Internacional de Exposiciones y tuvo lugar del 28 de abril al 20 de mayo de dicho año en la ciudad francesa de Lille. La exposición tuvo como tema los textiles. Tuvo una superficie de 15 hectáreas y recibió 1.500.000 visitantes.

## Países participantes
En esta exposición especializada participaron 23 países:
| Países participantes | Países participantes | Países participantes | Países participantes |
| -------------------- | -------------------- | -------------------- | -------------------- |
| Alemania             | Argentina            | Australia            | Austria              |
| Bélgica              | Canadá               | Checoslovaquia       | Egipto               |
| Dinamarca            | España               | Estados Unidos       | Francia              |
| Hungría              | India                | Italia               | Japón                |
| Nueva Zelanda        | Países Bajos         | Pakistán             | Reino Unido          |
| Sudáfrica            | Suecia               | Suiza                |                      |